# Roger Caccia
Pour les articles homonymes, voir Caccia.
Roger Caccia, de son nom complet Roger Hector Cacciapuoti, est un acteur français, né le 25 octobre 1904 dans le 15e arrondissement de Paris et mort le 26 février 1990 à Chaumont-en-Vexin dans l'Oise.
Il a été membre de la troupe d'humoristes Les Branquignols, dont il est le pianiste attitré, aux côtés de ses créateurs Robert Dhéry et Colette Brosset ainsi notamment que Louis de Funès, Jean Lefebvre, Jean Carmet, Jacqueline Maillan, Michel Serrault, Micheline Dax, Jacques Legras, Robert Rollis, Pierre Tornade ou encore Annette Poivre. Il est connu du grand public pour avoir incarné le pianiste du film Le Grand restaurant en 1966 ainsi que le bedeau organiste dans la célèbre scène du sermon à l'église dans le film Le Petit Baigneur en 1967.

## Filmographie
- 1933 : Paris-Deauville de Jean Delannoy - uniquement décorateur
- 1937 : Gribouille de Marc Allégret : le client (non crédité au générique)
- 1942 : La Nuit fantastique de Marcel L'Herbier : le fou-pendule
- 1944 : Le mort ne reçoit plus de Jean Tarride : Auguste Vidal
- 1944 : Le Bossu de Jean Delannoy : Passepoil
- 1946 : L'Homme de Gilles Margaritis - court métrage -
- 1947 : Voyage Surprise de Pierre Prévert : M. Barbizon
- 1950 : Rome-Express de Christian Stengel : Pigeonnet
- 1950 : Le 84 prend des vacances de Léo Joannon : M. Cosinus
- 1950 : Coups de chapeau de Christian Stengel - court métrage -
- 1950 : La leçon d'humour dans un parc de Jacques Loew - court métrage -
- 1950 : Paré pour accoster de Jacques Loew - court métrage -
- 1952 : Le Sorcier blanc de Claude Lalande - également dialoguiste -
- 1953 : Les chansons ont leur destin de Jean Masson - court-métrage -
- 1954 : Ah ! les belles bacchantes de Jean Loubignac : le curieux chauve
- 1966 : Le Grand Restaurant de Jacques Besnard : le pianiste
- 1967 : Le Petit Baigneur de Robert Dhéry : l'organiste
- 1968 : Les Cracks d'Alex Joffé : le semeur-pêcheur
- 1969 : Café du square, feuilleton télévisé de Louis Daquin
- 1972 : Le Grand Blond avec une chaussure noire d'Yves Robert M. Boudart
- 1972 : Le charme discret de la bourgeoisie  de Luis Buñuel - Le pianiste du salon de thé (non crédité au générique)

## Théâtre
- 1967 : Croque-monsieur de Marcel Mithois, mise en scène Jean-Pierre Grenier, Théâtre des Célestins
- 1971 : Croque-monsieur de Marcel Mithois, mise en scène Jean-Pierre Grenier, Théâtre des Célestins